# Silvia (operetă)
Silvia (titlul original: în germană Die Csárdásfürstin) este o operetă în trei acte compusă de Emmerich Kálmán,
al cărui libret a fost scris de Leo Stein și Bela Jenbach, revăzut apoi de István Békeffy și Dezső Keller.  Premiera operetei a avut loc la 17 noiembrie 1915 la „Teatrul Johann Strauss" din Viena, la sfârșit de Belle Époque. Versiunea românească a libretului aparține lui Petre Bărbulescu.

## Preambul
În 1914, cei doi libretiști au colaborat cu Kálmán pentru a scrie primul act al operetei, care inițial trebuia să aibă titlul de „Es lebe die Liebe” (Trăiască dragostea). Pentru a face acest lucru, s-au retras în orașul balnear Marienbad. Personajul principal al piesei trebuia să fie cântăreața română Silvia Vărescu, numele românesc fiind folosit în operetă și astăzi.
După izbucnirea Primului Război Mondial în iulie 1914, lucrul la operetă a fost îmtrerupt. Abia în vara anului 1915 compozitorul și autorii au reluat lucrul, de data asta în  Bad Ischl. Începutul războiului se reflectă și în textele actului al doilea și al treilea. În plus, din cântăreață româncă a devenit una maghiară.
Pentru a fi premiera (17 noiembrie 1915) un eveniment inconfundabil, a fost folosit noul titlu „Die Csárdásfürstin” (Prințesa Ceardașului) deoarece opereta lui Oscar Straus cu un titlu similar „Rund um die Liebe” (Totul despre dragoste) tocmai a provocat senzație. Premiera a fost un succes grozav.

## Conținut
Dragostea dintre Silvia Vărescu, o celebră cântăreață de cabaret, si Edwin, prinț de Mittenkofer-Löwenstein, este profund dezaprobată de familia lui Edwin. Mai ales mama acestuia, prințesa Cecilia, este deosebit de afectată de această relație, considerată scandaloasă, și încearcă să o împiedice prin toate mijloacele. Toate aceste uneltiri ale prințesei Cecilia duc la despărțirea celor doi îndrăgostiți.
Prietenii Silviei și ai lui Edwin (Boni, Feri și Miska) reușesc să o convingă pe prințesa Cecilia să recunoască faptul că și ea a fost, de fapt, în tinerețe, o cântăreață de cabaret, care și-a părăsit iubitul pentru a ajunge în rândul aristocrației. Cuprinsă de remușcările stârnite de amintirile tinereții, prințesa Cecilia - Cilico pe numele ei de cântăreață - și-a dat consimțământul pentru căsătoria lui Edwin cu Silvia, care a devenit noua "regină a ceardașului".

## Personaje
Numele personajelor sunt conform libretului original.
- Silvia Vărescu, cântăreață de varieteu (soprană)
- Edwin Ronald, fiul unui principe, admiratorul ei (tenor)
- Boni / Bonifaziu von Kánsciánu, un conte, camaradul lui Edwin (buffo)
- Stasi / Anastasia von Eggenberg, contesă, verișoara lui Edwin (subretă)
- Feri von Kerekes, zis Feri bácsi, un nobil, ortacul lui Edwins (bas)
- Eugen von Rohnsdorff, locotenent major, o rudă a lui Edwin (bas)
- Leopold-Maria, Principe de Lippert-Weylersheim, tatăl lui Edwins (bas)
- Anhilte, soția sa (contralto)
- MacGrave, ambasador (bas)
- contesa Tscheppe
- baroneasa Elsner
- un notar, un chelner, lachei, primaș țigan, mai multe dame de Varieté, cavalerii acestora;

## Lista personajelor în diferite înscenări
În varianta prezentată de Opera Națională Română Timișoara
- Silvia
- Cecilia
- Edwin
- Boni
- Stassi
- Miska
- Feri bacsi
- Prințul
- Arhiducele
- Generalul
- Notarul
- Tonelli
- Enderi
- Mero
- Leontina
- Cristina
- Carolina
- Contele Bethelheim
- Baronul Hubner
- Lazarovici
- Kapellmeister

În varianta prezentată de Teatrul Național de Operetă "Ion Dacian" București
- Silvia
- Cecilia
- Stazi
- Edwin
- Boni
- Miska
- Feri
- Generalul
- Arhiducele
- Notarul
- Merko
- Tonelli
- Un tânăr
- Un lăutar
- Al 2-lea lăutar
- Aranka
- Iulișka
- Luiza

În varianta prezentată de Opera Maghiară din Cluj
Szabó József (Leopold Mária, Lippert-Weilersheim), Jordán Éva (Cecília), Szabó Levente (Edvin), Barabás Zsuzsa (Vereczki Szilvia), Galló Ernő (Kaucsiánó Bóni), Pataki Enikő (Stázi), Szeibert István (Kerekes Ferkó), respectiv: Ádám János, Molnár János, Sipos László, Veress László, Mányoki László, Dula Gyöngyi,  Fülöp Tímea, Berciu Samu, Kovács Ferenc

## Filme
- 1919: Die Csárdásfürstin – regia Emil Leyde
- 1927: Die Csárdásfürstin – regia Hanns Schwarz cu Liane Haid
- 1934: Die Csárdásfürstin – regia Georg Jacoby cu Mártha Eggerth și Hans Söhnker
- 1951: Silvia (Die Csardasfürstin) – film muzical german, regia Georg Jacoby, cu Marika Rökk și Johannes Heesters.
- 1971: Silvia (Die Csárdásfürstin), regia Miklós Szinetár cu Anna Moffo și René Kollo